# 孫銓 (嘉靖進士)
孫銓（1513年—？），字文揆，號屏石，浙江湖州府歸安縣人，民籍，明朝政治人物。

## 生平
嘉靖十六年（1537年）丁酉科浙江鄉試第七名舉人。嘉靖十七年（1538年）中式戊戌科進士。三十一年官承天府知府。升按察司副使。年近九十。

## 家族
曾祖孫元瑞；祖父孫賓，封刑部主事；父孫萃，母胡氏。具庆下。